# 戚健
戚健（1958年—2011年9月12日）是中国的导演，曾获得2007年第二十六届金鸡奖最佳导演奖。代表作有《天狗》、《寡妇出来混》等。